# Isla Cedros (Costa Rica)
Isla Cedros är en ö i Costa Rica.   Den ligger i provinsen Puntarenas, i den västra delen av landet, 90 km väster om huvudstaden San José. Arean är 2,3 kvadratkilometer.
Terrängen på Isla Cedros är platt. Öns högsta punkt är 67 meter över havet. Den sträcker sig 1,8 kilometer i nord-sydlig riktning, och 3,2 kilometer i öst-västlig riktning.